# 1714
1714 (MDCCXIV) je bilo navadno leto, ki se je po gregorijanskem koledarju začelo na ponedeljek, po 11 dni počasnejšem julijanskem koledarju pa na četrtek.

## Dogodki
- 1. januar

## Rojstva
- 17. junij - César-François Cassini de Thury III., francoski astronom, geograf († 1784)
- 17. julij - Alexander Gottlieb Baumgarten, nemški filozof († 1762)
- - Alexander Wilson, škotski matematik († 1786)
- 2. december - Jeremijaš Šoštaric, hrvaški (gradiščanski) duhovnik in pisatelj († 1770)

## Smrti
- 21. april - Vasilij Vasiljevič Golicin,  ruski knez in državnik (* 1643)
- 5. oktober - Kaibara Ekken, japonski konfucijanski filozof in botanik (* 1630)